# Serra do Cadeado
Serra do Cadeado är en bergskedja i Brasilien.   Den ligger i delstaten São Paulo, i den södra delen av landet, 1 000 km söder om huvudstaden Brasília.
I omgivningarna runt Serra do Cadeado växer i huvudsak städsegrön lövskog. Runt Serra do Cadeado är det ganska glesbefolkat, med 25 invånare per kvadratkilometer.